# Devour
«Devour» es una canción de la banda estadounidense de hard rock Shinedown, lanzado a través de Atlantic Records el 5 de mayo de 2008 como el primer sencillo de su tercer álbum de estudio The Sound of Madness (2008).
La pista aterrizó en línea y en medios de radio de rock multiformato de todo el país el 5 de mayo. Como ha sido el caso con otros nuevos sencillos de bandas como Disturbed, Theory of a Deadman y Seether, "Devour" es hasta ahora el sencillo de más rápido crecimiento de Shinedown. hasta la fecha, alcanzando el top cinco de la lista Billboard Hot Mainstream Rock Tracks en cuatro semanas. En una entrevista de cuenta regresiva número uno, el vocalista Brent Smith dijo que el sencillo era "una carta al presidente" y que se trata del disgusto de Smith hacia George W. Bush. Es su segunda canción número uno en la lista Hot Mainstream Rock Tracks.

## Video musical
El video musical de "Devour" está ambientado en un estudio de música durante la mayor parte del video, donde la banda está interpretando la canción, con varias acrobacias que se muestran a lo largo del video. En momentos durante el video, se ve la vía del tren en la que la cámara se desplaza para que algunas de las tomas rodeen a la banda y a los bailarines.
Al comienzo del video, muestra a la banda configurando sus instrumentos con tomas periódicas de una bandera con el logo "S" anterior de Shinedown que estaba en su álbum Leave a Whisper antes de pasar a la actuación en el almacén. Estas tomas también se unen a los otros elementos del video durante el puente.
Además de varios efectos de cámara (como cámara lenta y ciertos efectos de filtro que cambian la apariencia de la película), el video también corta periódicamente a Brent Smith también cantando la canción sin una banda detrás de él en un escenario diferente: En un océano- fondo azul con varias gotas de agua salpicando a su alrededor. Estas tomas comienzan a mostrarse una vez que comienza el primer estribillo de la canción.
Cuando la canción termina, se muestra a la banda desde detrás del baterista en cámara lenta, en la que se ve a Barry Kerch lanzando sus palos al aire (caen sobre las trampas), con los otros miembros de la banda alejándose de la posición de la cámara.

## En otros medios
- "Devour" sirvió como tema principal del evento de pago por evento de World Wrestling Entertainment (ahora WWE) Night of Champions, el 29 de junio de 2008.
- El sencillo también apareció en ESPN durante la temporada de béisbol de las Grandes Ligas de 2008.
- Incluido en la banda sonora del videojuego EA Sports Madden NFL 09.[1]
- La canción fue lanzada el 22 de julio de 2008 para el videojuego Rock Band.[2] La canción también aparece como una pista descargable para Guitar Hero 5 como parte del paquete de pistas Shinedown junto con "Second Chance" y "Sound of Madness".
- La canción aparece brevemente al comienzo de Destino final 4 antes del accidente en la autopista. La letra de la canción hace una referencia sarcástica a los eventos de la película ("es tu última hora", "aplasta y rompe", "hasta que nos lleves a todos", "qué camino a seguir"), en relación con el accidente de coche y caza de la muerte tras los supervivientes.

## Posicionamiento en lista
| Lista                                | Mejor posición (2008) |
| ------------------------------------ | --------------------- |
| Billboard Hot Mainstream Rock Tracks | 1                     |
| Billboard Hot Modern Rock Tracks     | 13                    |
| Billboard Bubbling Under Hot 100     | 14                    |